# 斯卡拉维克
斯卡拉维克是法罗群岛桑岛东部海岸的市镇及同名村庄。市镇内只有一个村庄。市镇面积为29平方公里，2021年1月时市镇人口数量为145人。

## 历史
村庄里的石头教堂建于1891年。
2008年1月底一场强飓风掠过斯卡拉维克。港口及很多船只和房屋遭受损害，来自冰岛的救援队伍也来此参加救援。

## 图集

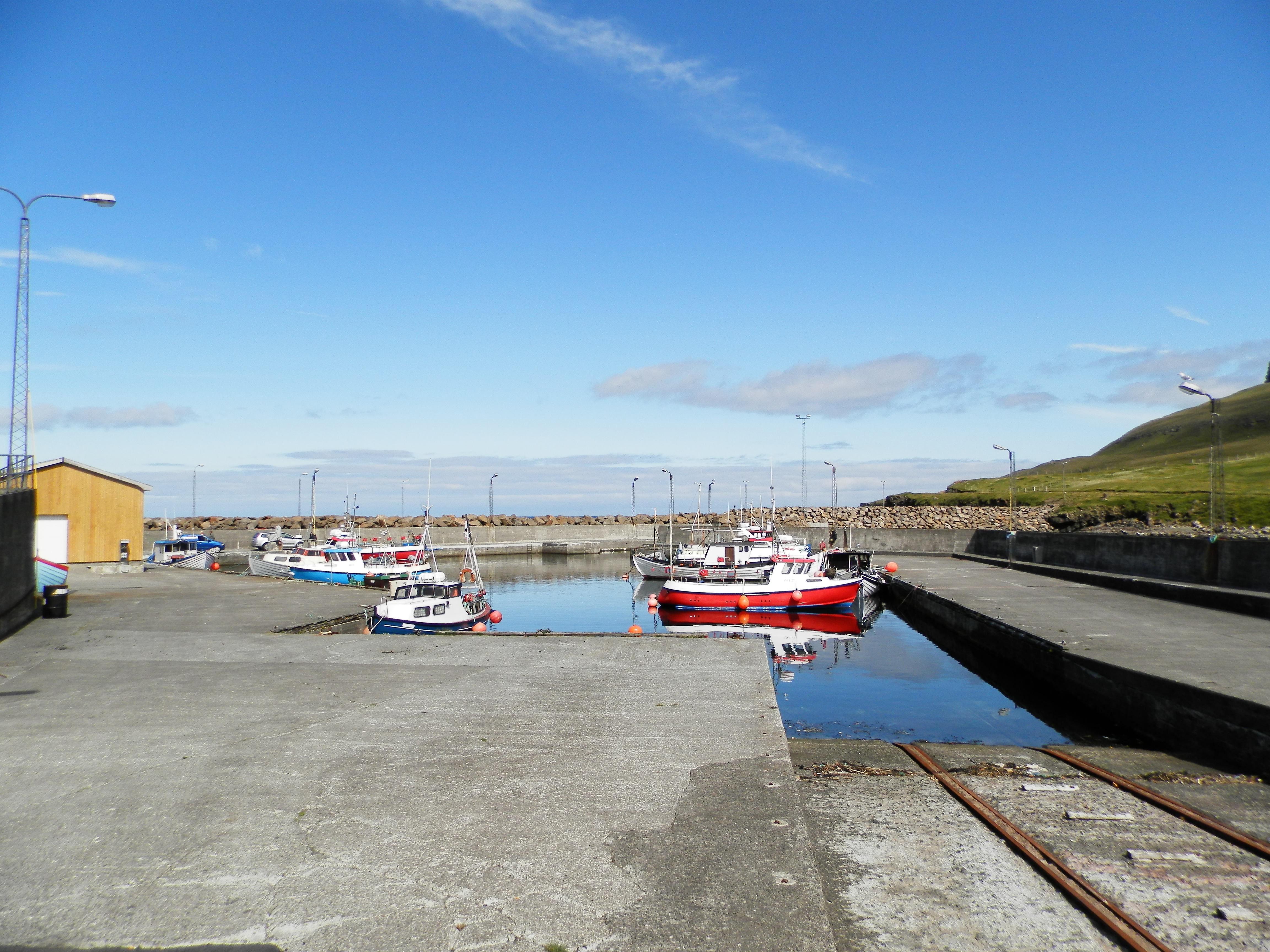
斯卡拉维克港口
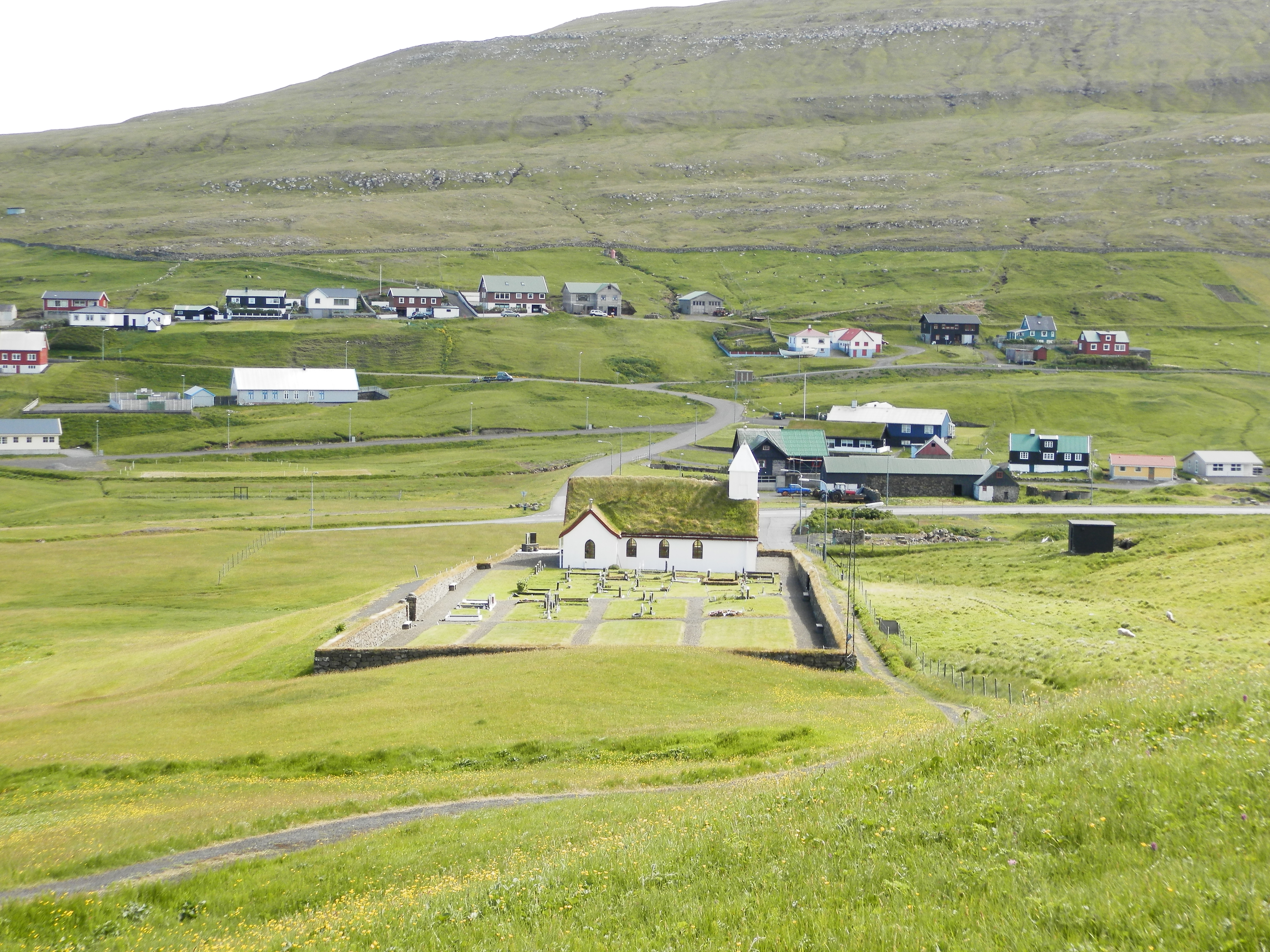
斯卡拉维克教堂及村庄部分
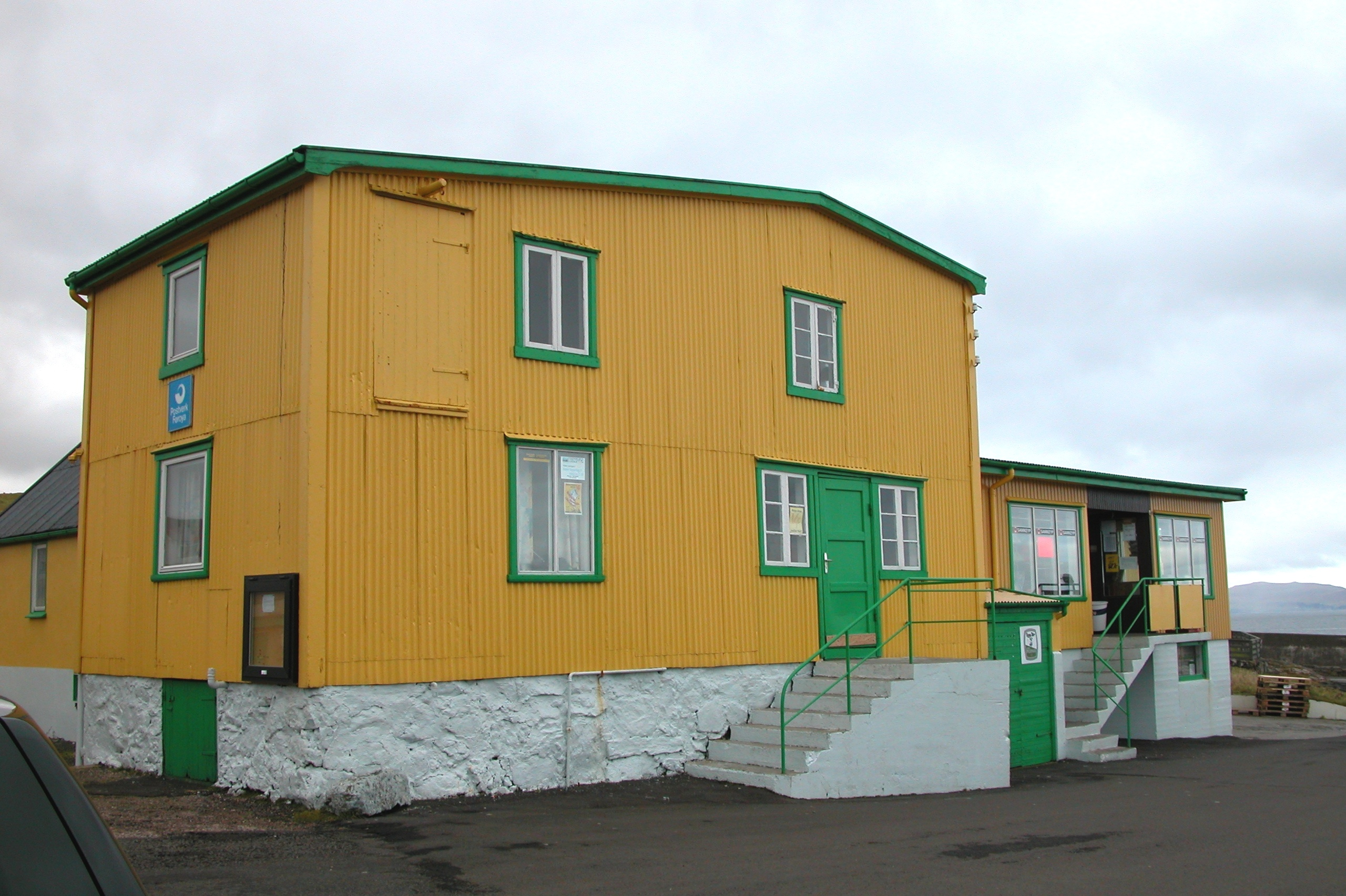
原邮局，现为整个桑岛上唯一销售酒类的商店
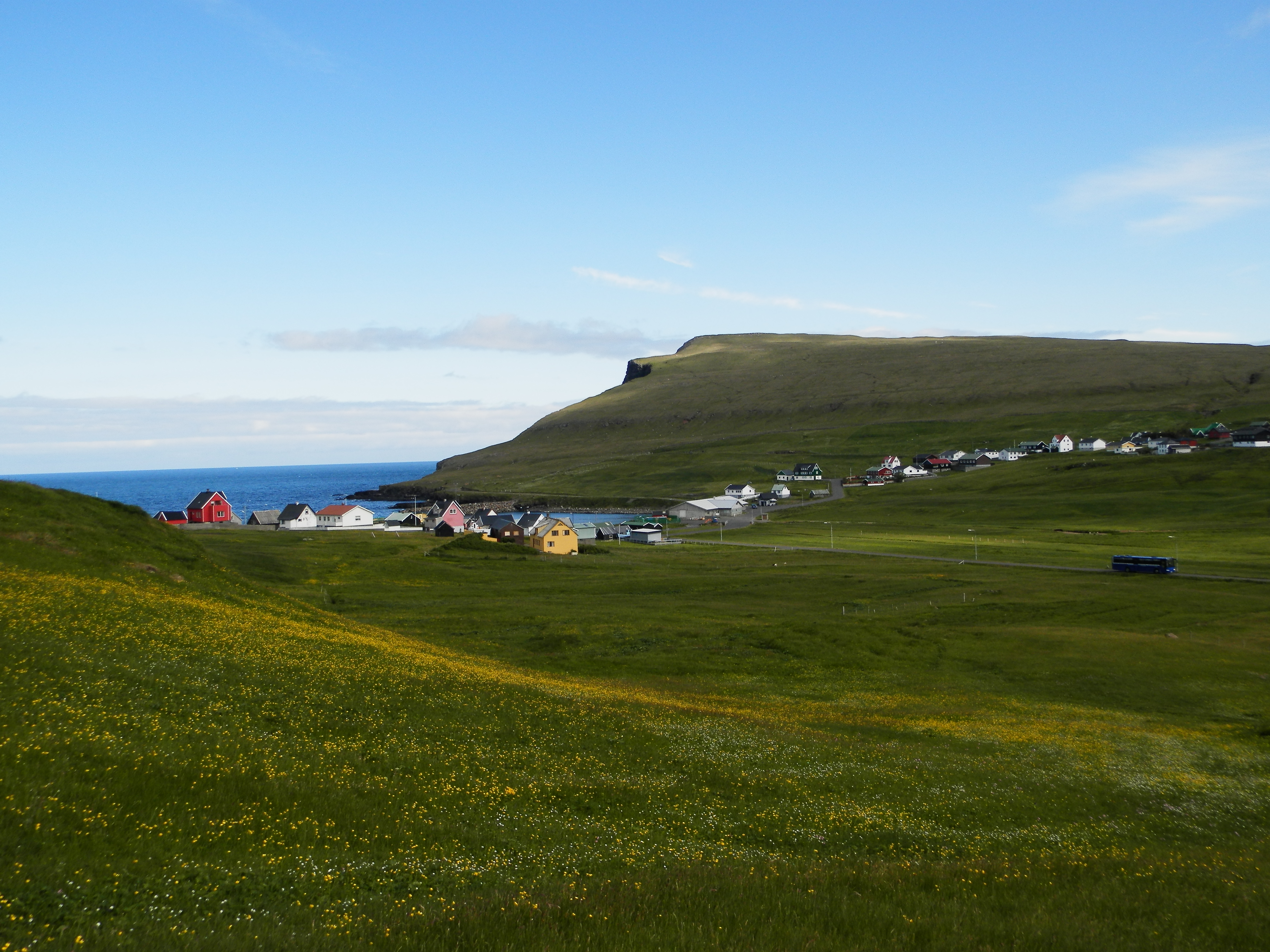
斯卡拉维克风景